# 守谷市上下水道事務所
守谷市上下水道事務所（もりやしじょうげすいどうじむしょ、英語: Moriya city Water and Sewage Office）は守谷市内の給水を対象とした上下水道事務所である。

## 事業
- 上水道
- 下水道

### データ
- 給水人口 - 58,783人（平成20年度現在）
- 給水件数 - 20,931件（平成20年度現在）
- 年間総配水量 - 6,011,242m3
- 1日平均配水量 - 16,424m3
- 1日最大配水量 - 18,362m3

## 所在地

### 本局
住所：〒302-0110 守谷市百合ケ丘二丁目2734番地1
アクセス：コミュニティバス｢モコバス｣・｢上下水道事務所｣下車徒歩1分、関東鉄道バス｢天神｣下車徒歩5分

### 浄化センター
住所：〒302-0117 守谷市野木崎235番地
アクセス：コミュニティバス｢モコバス｣・｢新山｣下車徒歩10分

## 沿革
- 1970年（昭和45年）：守谷地区自家水水質検査で飲料不適井戸が出る。そのことから町営水道の整備要望気運が高まる。
- 1971年（昭和46年）：簡易水道事業が発足。当時の計画給水人口4,850人、計画1日最大給水量1,058立方m。
- 1972年（昭和47年）：簡易水道給水開始。
- 1978年（昭和53年）：パークシティ守谷（みずき野）造成に伴う人口増に対応する為、上水道創設事業を行う。当時の計画給水人口20,000人、計画1日最大給水量8,000立方m。
- 1980年（昭和55年）：住宅都市整備公団（現 都市機構）施行の常総ニュータウン北守谷、南守谷造成による人口増に対応する為に第1次拡張事業を行う。当時の計画給水人口54,500人、計画1日最大給水量22,000立方m。
- 1982年（昭和57年）：茨城県企業局施行による県南広域水道用水供給事業より浄水の受水を開始。（利根川浄水場）
- 1982年（昭和57年）～1985年（昭和60年）：第2次拡張事業を行い、未整備であった農村地区の配水管網の整備が完了。計画給水人口64,000人、計画1日最大給水量28,175立方m。
- 2005年（平成17年）4月1日：地方公営企業法が下水道事業に適用されたことに伴い、水道事務所と下水道課を、新たに「上下水道事務所上下水道課」として統合する。

## マスコットキャラクター
- 雨小僧